# Suzanne Ernrup
Suzanne Marie Ernrup (født 30. november 1954) er en svensk skuespillerinde. Hun studerede på Högskolan för scen och musik vid Göteborgs universitet fra 1978 til 1981.

## Udvalgt filmografi
- Ene hane i kurven (1981)
- Limpan (1983)
- Åke og hans verden (1984)
- Lösa förbindelser (tv-serie, 1985)
- Hip Hip Hurra! (1987)
- Varuhuset (tv-serie, 1988)
- Søndagsbarn (1992)
- Rederiet (tv-serie, 1992)
- Jönssonligan & den svarta diamanten (1992)
- Pelle Haleløs og den store skattejagt (2000)
- Min kones første elsker (2006)
- LasseMajas detektivbureau - Kamæleonens hævn (2008)
- LasseMajas Detektivbureau: Von Broms hemmelighed (2013)
- Frøken Frimans krig (tv-serie, 2013-2015)
- LasseMajas detektivbureau: Skygger over Vestervomstrup (2014)
- Modus (tv-serie, 2015)
- Inden vi dør (tv-serie, 2017)